# Linda Le Bon
Linda Le Bon (Wilrijk, 20 juli 1964) is een Belgisch paralympisch skiër en voormalig ski-instructrice. Op de Paralympische Winterspelen 2022 behaalde zij een 11e plaats op het onderdeel slalom voor atleten met een visuele beperking.

## Biografie
Le Bon heeft meerdere sporten beoefend, waaronder bergbeklimmen. Op 28-jarige leeftijd bereikte zij de top van de Cho Oyu, een ruim 8000 meter hoge berg in Nepal. Op latere leeftijd, over een periode van 9 jaar, begon zij slechter zicht te krijgen door macula-degeneratie. Zij skiet samen met Pierre Couquelet als voorskiër; hij is zelf ook alpineskiër en deed mee aan de Winterspelen van 1984. In januari 2022 behaalde Le Bon twee zilveren medailles op de uitgestelde Wereldkampioenschappen Para Alpine Skiën 2021 in Lillehammer.
Voor de Paralympische Spelen van 2022 was zij de eerste Belgische deelneemster die geselecteerd werd om deel te nemen in Peking. In Peking moest zij echter een andere voorskiër aanwijzen, omdat Couquelet niet naar China mocht komen vanwege een positieve dopingtest. Bij de wedstrijden skiede Le Bons dochter Ulla Gilot voor haar. Hiervoor hebben zij slechts een week samen kunnen trainen. Bij de afsluitingsceremonie droegen Le Bon en haar dochter samen de Belgische vlag.